# Simon Kenton

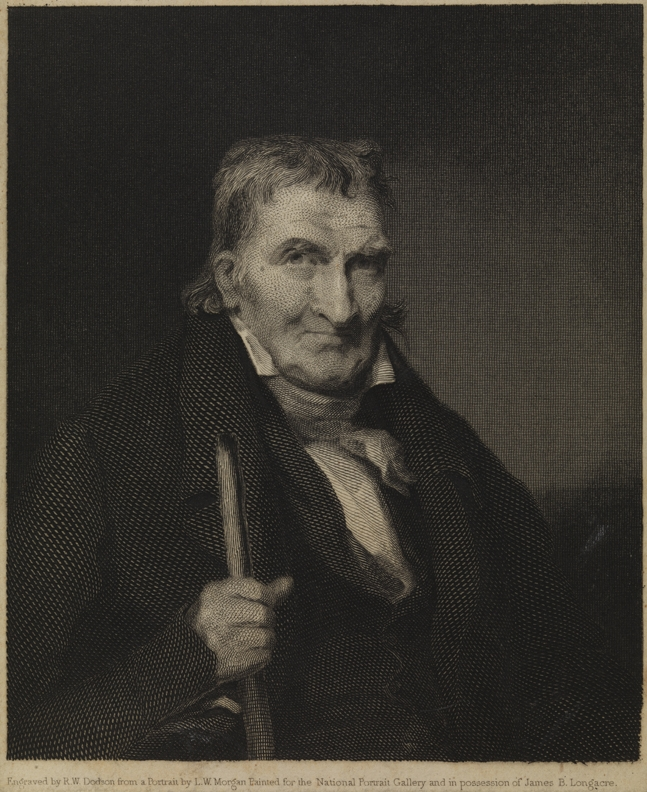
Simon Kenton

Simon Kenton (* 3. April 1755 in der Nähe von Hopewell (Virginia) im Fauquier County; † 29. April 1836 im Logan County (Ohio)) war ein US-amerikanischer Kämpfer während der Amerikanischen Revolution und Besiedler der Gegend um Urbana (Ohio). 

## Leben

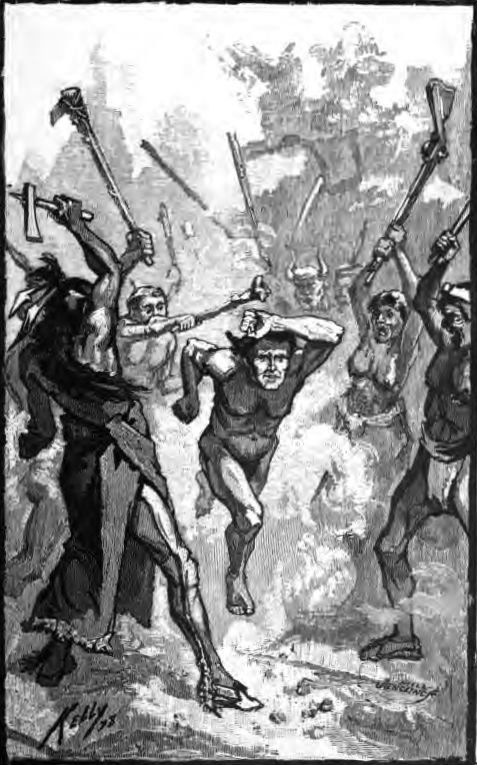
Die Shawnee bestrafen den Feind mit einem Gassenlauf

Simon – der Sohn des irischen Bauern Mark Kenton und dessen walisischer Ehefrau Mary Miller – genoss keine Schulbildung. Im Jahr 1771 meinte Simon Kenton, er habe im Zweikampf um ein Mädchen den Widerpart getötet und verbarg sich vor der Strafverfolgung unter dem falschen Namen Simon Butler in der Wildnis West Virginias, Kentuckys und Ohios. Der Gegner hatte aber überlebt. Kenton konnte seinen Namen wieder annehmen und kämpfte ab 1774 aufseiten der Kolonie Virginia als Kundschafter gegen die von den Briten aufgewiegelten Shawnee. Der zählebige Kundschafter soll in Gefangenschaft der Shawnee ganze neunmal den Lauf durch die Gasse überstanden haben. Schließlich hätten die Shawnee Kenton in ihren Stamm aufgenommen. Der Kundschafter blieb nicht im Stammesverband der Ureinwohner. Denn nachdem die Siedler von den Briten unabhängig geworden waren, gingen die militärischen Auseinandersetzungen weiter. Kenton diente unter Oberst George Rogers Clark als Kundschafter beim Kampf um das Fort Sackville in Indiana sowie 1793 bis 1794 unter General Anthony Wayne: Gemeinsam mit den Chickasaw und den Choctaw zog der General im sogenannten Ohio-Krieg gegen andere Indianerstämme, hinter denen die Briten im Kampf um das Nordwestterritorium standen.  Am Krieg von 1812 nahm Kenton als Kundschafter und in der Schlacht am Thames River als Anführer einer Miliz teil.
Bereits 1778, als Gefangener der Shawnee, kam Kenton der Gedanke einer Besiedlung des Mad-River-Tals, von den Shawnee Hathennithiipi genannt. 1788 dann beanspruchte er das Tal und im Frühjahr 1799, während der Indianerkriege, führten Oberst William Ward (1752–1822) und er eine Gruppe siedlungswilliger Familien in diesen Landstrich zwischen dem heutigen Urbana und Springfield (Ohio). Beide Pioniere forcierten die Gründung des dortigen Champaign County (Ohio).
Simon Kenton heiratete Martha Dowden. Das Paar bekam vier Kinder. Nach dem Tod der Frau heiratete er Elizabeth Jarboe. 
Die letzte Ruhe fand der Gründer in seiner Stadt Urbana.

## Ehrungen
- Simon Kenton ist der Namensgeber für
  - das Kenton County,
  - die Stadt Kenton (Ohio) am Scioto River,
  - die Simon Kenton High School in Independence (Kentucky),
  - den Simon Kenton Council von Scouting America in Columbus (Ohio),
  - die Simon Kenton Memorial Bridge über den Ohio River. Sie verbindet Maysville (Kentucky) mit Aberdeen (Ohio).
- eine Simon-Kenton-Statue steht in
  - Covington (Kentucky)
- ein Simon-Kenton-Gedenkstein steht in
  - Zanesfield